# Гуггисберг
Гуггисберг (нем. Guggisberg) — коммуна в Швейцарии, в кантоне Берн.
Входит в состав округа Шварценбург. Население составляет 1613 человек (на 31 декабря 2006 года). Официальный код — 0852.